# Okręgowe rozgrywki w piłce nożnej woj. olsztyńskiego (1968/1969)
Drużyny z województwa olsztyńskiego występujące w ligach centralnych i makroregionalnych:
- I liga – brak
- II liga – brak
- III liga – Gwardia Olsztyn

Rozgrywki okręgowe:
- klasa okręgowa (IV poziom rozgrywkowy)
- klasa A – 2 grupy (V poziom rozgrywkowy)
- klasa B – podział na grupy (VI poziom rozgrywkowy)
- klasa C – podział na grupy (VII poziom rozgrywkowy)
- klasa D(gminna) – podział na grupy (VIII poziom rozgrywkowy)

## Klasa okręgowa
| Lp.    | Drużyna                       | M   | Z | R | P | Bramki | Bramki | Różn. | Pkt. | Uwagi                   |
| ------ | ----------------------------- | --- | - | - | - | ------ | ------ | ----- | ---- | ----------------------- |
| 1      | Warmia Olsztyn(s) (A)         | 30  |   |   |   | 99     | 13     | +86   | 53   | Awans do III ligi       |
| 2      | Victoria Bartoszyce(s)        | 30  |   |   |   | 101    | 32     | +69   | 45   |                         |
| 3      | OKS OZOS Olsztyn(b)           | 30  |   |   |   | 63     | 30     | +33   | 41   |                         |
| 4      | Jurand Bemowo Piskie          | 30  |   |   |   | 51     | 28     | +23   | 41   |                         |
| 5      | Jeziorak Iława                | 30  |   |   |   | 55     | 41     | +14   | 34   |                         |
| 6      | Start Działdowo               | 30  |   |   |   | 56     | 52     | +4    | 31   |                         |
| 7      | Tęcza Biskupiec               | 30  |   |   |   | 55     | 55     | 0     | 30   |                         |
| 8      | Orlęta Reszel(b)              | 30  |   |   |   | 45     | 50     | -5    | 28   |                         |
| 8      | Sokół Ostróda                 | 30  |   |   |   | 39     | 51     | -12   | 28   |                         |
| 10     | Polonia Lidzbark Warmiński(b) | 30  |   |   |   | 53     | 77     | -24   | 28   |                         |
| 11     | Podchorążak Szczytno          | 30  |   |   |   | 46     | 47     | -1    | 25   |                         |
| 12     | Zatoka Braniewo               | 30  |   |   |   | 44     | 62     | -18   | 25   |                         |
| 13     | Mazur Pisz                    | 30  |   |   |   | 40     | 54     | -14   | 23   |                         |
| 14     | Śniardwy Orzysz               | 30  |   |   |   | 43     | 79     | -36   | 19   |                         |
| 15     | Polonia Pasłęk(b) (S)         | 30  |   |   |   | 34     | 68     | -4    | 18   | Spadek do niższej klasy |
| 16     | Stal Giżycko (S)              | 30  |   |   |   | 29     | 92     | -63   | 11   | Spadek do niższej klasy |
| Tabela | Tabela                        | 480 |   |   |   | 853    | 831    |       | 480  |                         |

## Klasa A
- grupa I – awans: Drwęca Nowe Miasto Lubawskie
- grupa II – awans: Zjednoczenie Kętrzyn